# Garage house
Garage house o también US Garage es un estilo de música electrónica desarrollado en la discoteca Paradise Garage de Nueva York a principios de los años 1980.

## Historia
El DJ clave en el desarrollo y evolución del estilo fue Larry Levan, DJ residente del Paradise Garage, que definió una forma de pinchar única, utilizando las técnicas del dub para mezclar los discos de música disco. Con el tiempo, el término "garage" en Estados Unidos ha terminado siendo utilizado para describir las formas de house más soul y orgánicas.

## Ejemplos
- Wish feat. La-Rita Gaskin - Nice And Soft (1981, Perspective)[2]
- Chanita Renee - Never Too Much (1981, Mystique)[3]
- The Strikers - Inch By Inch (1981, Prelude)
- Mahogany - Ride On The Rhythm (1982, West-End)[4]